# Корте де Кортези (Кремона)
Корте де Кортези је насеље у Италији у округу Кремона, региону Ломбардија.
Према процени из 2011. у насељу је живело 408 становника. Насеље се налази на надморској висини од 62 м.